# Chionoloma arboreum
Chionoloma arboreum là một loài rêu thuộc họ Pottiaceae. Loài này được William Mitten mô tả khoa học đầu tiên năm 1869.